# سليمان كيدوندا
سليمان كيدوندا (بالإنجليزية: Seleman Kidunda)‏ (مواليد 1 يناير 1984) هو ملاكم تنزاني، مثّل بلاده في الألعاب الأولمبية الصيفية 2012.

## روابط خارجية
سليمان كيدوندا على موقع أوليمبيديا (الإنجليزية)